# Municipio de Cuba (Illinois)
El municipio de Cuba (en inglés: Cuba Township) es un municipio ubicado en el condado de Lake en el estado estadounidense de Illinois. En el año 2010 tenía una población de 16826 habitantes y una densidad poblacional de 268,1 personas por km².

## Geografía
El municipio de Cuba se encuentra ubicado en las coordenadas 42°11′46″N 88°9′47″O / 42.19611, -88.16306. Según la Oficina del Censo de los Estados Unidos, el municipio tiene una superficie total de 62.76 km², de la cual 59.05 km² corresponden a tierra firme y (5.91%) 3.71 km² es agua.

## Demografía
Según el censo de 2010, había 16826 personas residiendo en el municipio de Cuba. La densidad de población era de 268,1 hab./km². De los 16826 habitantes, el municipio de Cuba estaba compuesto por el 94.07% blancos, el 0.74% eran afroamericanos, el 0.13% eran amerindios, el 2.9% eran asiáticos, el 0.01% eran isleños del Pacífico, el 0.71% eran de otras razas y el 1.44% pertenecían a dos o más razas. Del total de la población el 3.2% eran hispanos o latinos de cualquier raza.